# Mutxamel
Mutxamel – miasto w Hiszpanii w regionie Walencja w północnej części prowincji Alicante nad rzeką Monnegre.